# Żardeniki (Świątki)
Żardeniki (deutsch Scharnigk A und Scharnigk B) ist ein Ort in der polnischen Woiwodschaft Ermland-Masuren. Er gehört zur Gmina Świątki (Landgemeinde Heiligenthal) im Powiat Olsztyński (Kreis Allenstein).

## Geographische Lage
Żardeniki liegt in der nordwestlichen Hälfte der Woiwodschaft Ermland-Masuren, 25 Kilometer südwestlich der früheren Kreisstadt Heilsberg (polnisch Lidzbark Warmiński) und 26 Kilometer nordwestlich der heutigen Kreismetropole und auch Woiwodschaftshauptstadt Olsztyn (deutsch Allenstein).

## Geschichte
Das heutige Żardeniki vereinigt zwei vor 1945 getrennte Ortschaften miteinander. Es handelte sich um die Gutsdörfer Scharnigk A (nach 1895 auch Adlig Scharnigk A) und Scharnigk B.

### Scharnigk A
Geographische Lage von Scharnigk A
Das große Gutsdorf Scharnigk A (auch: Szarnik) lag 25 Kilometer südwestlich von Heilsberg und hatte zwei größere Parkanlagen. Gemeinsam mit dem Gutsbezirk Scharnigk B wurde der Gutsbezirk Scharnigk A im Jahre 1874 in den neu gebildeten Amtsbezirk Wolfsdorf (polnisch Wilczkowo) im ostpreußischen Kreis Heilsberg eingegliedert. Von 1890 bis 1901 stellte Scharnigk A mit dem Gutsbesitzer Krebs den Amtsvorsteher für Wolfsdorf. Im Jahre 1910 zählte Scharnigk A 91 Einwohner.
Am 30. September 1928 ging Scharnigk A seiner Eigenständigkeit verlustig und wurde in die benachbarte Landgemeinde Wolfsdorf (polnisch Wilczkowo) einbezogen.

### Scharnigk B
Geographische Lage von Scharnigk B
26 Kilometer südwestlich der Stadt Heilsberg lag das Gutsdorf Scharnigk B. Zusammen mit Scharnigk A kam der Gutsbezirk Scharnigk B 1874 zum neuen Amtsbezirk Wolfsdorf (polnisch Wilczkowo) im ostpreußischen Kreis Heilsberg, wo er von 1874 bis 1890 mit Gutsbesitzer von Knobelsdorf, von 1901 bis 1907 mit dem ehemaligen Gutsbesitzer Vonberg und von 1910 bis 1919 mit dem Gutsbesitzer Prothmann den jeweiligen Amtsvorsteher stellte. Im Jahre 1910 zählte Scharnigk B 69 Einwohner.
Zugehörig zu Scharnigk B war ein Scharnigk C genanntes Vorwerk,. Im Jahre 1905 zählte es 15 Einwohner.
Wie Scharnigk A verlor auch Scharnigk B am 30. September 1928 seine Eigenständigkeit und wurde in den Nachbarort Wolfsdorf (polnisch Wilczkowo) eingemeindet.

### Żardeniki
Als in Kriegsfolge 1945 das gesamte südliche Ostpreußen an Polen abgetreten wurde, vereinigte man die beiden bisherigen Gutsorte Scharnigk A und Scharnigk B. Sie erhielten die gemeinsame polnische Namensform „Żardeniki“.
Żardeniki ist heute eine Osada (= „Siedlung“) innerhalb der Landgemeinde Świątki (Heiligenthal) im Powiat Olsztyński (Kreis Allenstein).

## Kirche
Bis 1945 waren Scharnigk A und Scharnigk B in die evangelische Kirche Regerteln (polnisch Rogiedle) in der Kirchenprovinz Ostpreußen der Kirche der Altpreußischen Union, außerdem in die römisch-katholische Kirche Wolfsdorf (polnisch Wilczkowo) im damaligen Bistum Ermland eingepfarrt.
Heute gehört Żardeniki katholischerseits weiterhin zu Wilczkowo, jetzt dem Erzbistum Ermland zugeordnet. Evangelischerseits sind die Einwohner zur Christus-Erlöser-Kirche Olsztyn (Allenstein) hin orientiert. Sie gehört zur Diözese Masuren der Evangelisch-Augsburgischen Kirche in Polen.

## Verkehr
Żardeniki liegt an der verkehrsreichen Woiwodschaftsstraße 593, die die Städte Miłakowo (Liebstadt), Dobre Miasto (Guttstadt), Jeziorany (Seeburg) und Reszel (Rößel) miteinander verbindet. 35 Kilometer weiter östlich liegt an derselben Straße das gleichnamige Dorf Żardeniki (Scharnigk, Kreis Rößel), das zur Gmina Jeziorany, ebenfalls im Powiat Olsztyński gelegen, gehört. Eine von Świątki (Heiligenthal) kommende und nach Zagony (Sommerfeld) führende Nebenstraße kreuzt in Żardeniki die Woiwodschaftsstraße.
Die Żardeniki am nächsten gelegene Bahnstation ist Rogiedle (Regerteln) an der PKP-Linie 221: Olsztyn Gutkowo–Braniewo (deutsch Allenstein-Göttkendorf–Braunsberg).